# Sandrine Aubert
Sandrine Aubert född 6 oktober 1982 i Échirolles är en fransk alpin skidåkare.
Aubert debuterade i världscupen den 29 november 2003 i Park City i Utah. De första världscuppoängen tog hon den 4 mars 2006 då hon blev 27:a i super kombinationen i Kvitfjell, Norge.

## Världscupsegrar
| Datum            | Plats        | Disciplin |
| ---------------- | ------------ | --------- |
| 7 mars 2009      | Ofterschwang | Slalom    |
| 13 mars 2009     | Åre          | Slalom    |
| 13 december 2009 | Åre          | Slalom    |
| 3 januari 2010   | Zagreb       | Slalom    |